# Anne Marie d'Orléans
Anne Marie d'Orléans, född 27 augusti 1669, död 26 augusti 1728, var fransk prinsessa, hertiginna av Savojen och drottning av Sardinien, gift med Viktor Amadeus II av Savojen; de var kung och drottning av Sicilien 1713–1720 och blev 1720 Sardiniens första kungapar. 
Hon var dotter till hertig Filip av Frankrike, Hertig av Orléans och dennes första hustru Henrietta av England. Hon tjänstgjorde som regent vid makens frånvaro 1686 och under spanska tronföljdskriget.

## Biografi

### Tidigt liv
Anne Marie beskrevs som vacker, värdig och vänlig. 
Anne gifte sig 1684 med Viktor Amadeus II av Savojen; först i Versailles i hans frånvaro, sedan i Chambéry före deras högtidliga intåg i Turin. Äktenskapet hade arrangerats av hennes blivande svärmor och hennes farbror Ludvig XIV. Hennes svärmor var en fransk allierad som hade haft Ludvig XIV:s stöd till sitt fortsatta maktinnehav trots att dennas mandat som förmyndarregent hade löpt ut 1680. Hennes svärmor hade inte avsagt sig sin fullmakt förrän kort före sin sons bröllop, och hon fortsatte att vara en franskallierad maktfaktor vid hovet. 

### Hertiginna av Savojen
Anne Marie och Viktors relation var först lycklig, men Viktor blev snart otrogen och ignorerade henne allt mer. Mellan 1689 och 1700 hade han en relation med Jeanne Baptiste d'Albert de Luynes. Anne Marie beskrivs som en ovanligt engagerad förälder då hon själv ville sköta döttrarnas uppfostran, men deras relation ska ändå inte ha varit nära. 
Hennes relation till sin pro-franska svärmor var mycket god, och hon beskrivs som en ödmjuk och lojal svärdotter som underkastade sig sin svärmors vilja. Deras goda relation gav upphov till missnöje hos hennes make, som uppfattade den som politiskt hotfull. När Viktor Amadeus år 1690 bröt med Frankrike följde Anne Marie och hennes barn med då hennes svärmor lämnade huvudstaden i protest. Hon fick 1706 fly Turin då franska arméer belägrade staden. 

### Drottning
Hon var drottning av Sicilien 1713–1720 och sedan drottning av Sardinien. 
När Viktor Amadeus blev kung av Sicilien 1713, övervägde han först att lämna Anne Marie kvar som regent då han besökte Sicilien inför sin kröning, men på grund av hennes nära relation till hans mor antog han att hon skulle låta sig styras av denna, och tog i stället med henne på resan. När den dåvarande tronarvingen avled 1715, drabbades både hon och Viktor Amadeus av en sådan svår depression att de båda lämnade hovet och drog sig tillbaka till Rivoli.
Anne Marie hade en privat villa som hon använde vid avkoppling; Vigna di Madama, som sedan fick namnet Villa della Regina.

## Jakobitiska tronanspråk
Anne var dotterdotter till Karl I av England och Skottland, och kunde alltså ställa krav på att få ingå i den brittiska tronföljden; mellan 1714 och 1720 var hon jakobitisk tronföljare, innan en son föddes på den manliga linjen. Då den manliga Stuart-linjen dog ut 1807 återgick anspråken till hennes gren; de jakobitiska tronpretendenterna efter 1807 härstammar alla från Anne genom hennes son, Karl Emanuel III.

## Barn
1. Maria Adélaïde av Savojen (1685–1712) gift med Ludvig (le Petit Dauphin);
2. Marie Anne av Savojen (1687–1690);
3. Maria Lovisa av Savojen (1688–1714) gift med Filip V av Spanien;
4. Viktor Amadeus av Savojen (1699–1715), prins av Piemonte;
5. Karl Emnuel av Savojen (Karl Emanuel III) (1701–1773) kung av Sardinien och hertig av Savojen etc.;
6. Emanuel Filibert av Savojen (1705–1705), hertig av Chablais;

## Galleri

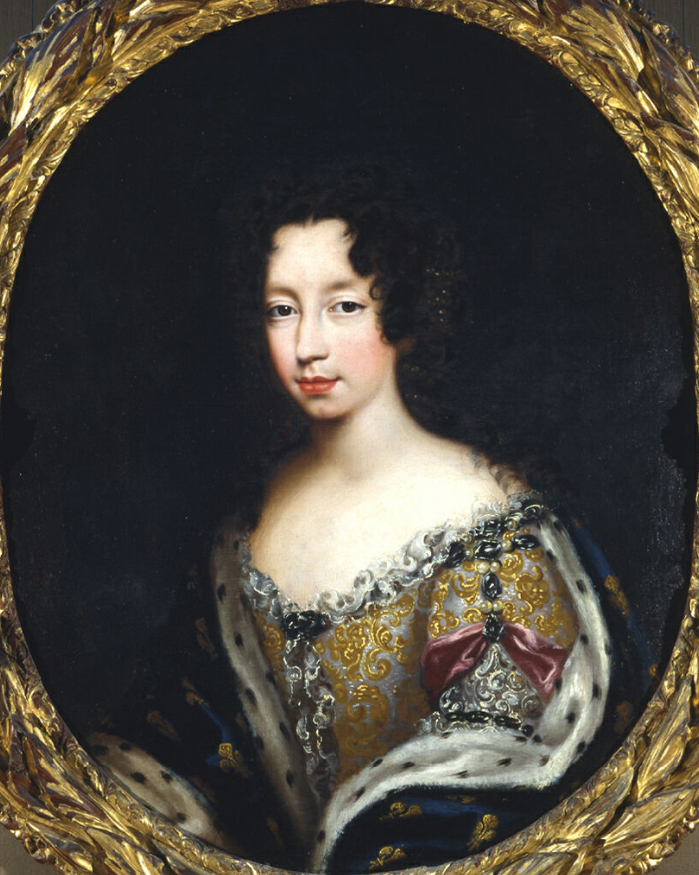
Anne Marie d'Orléans.
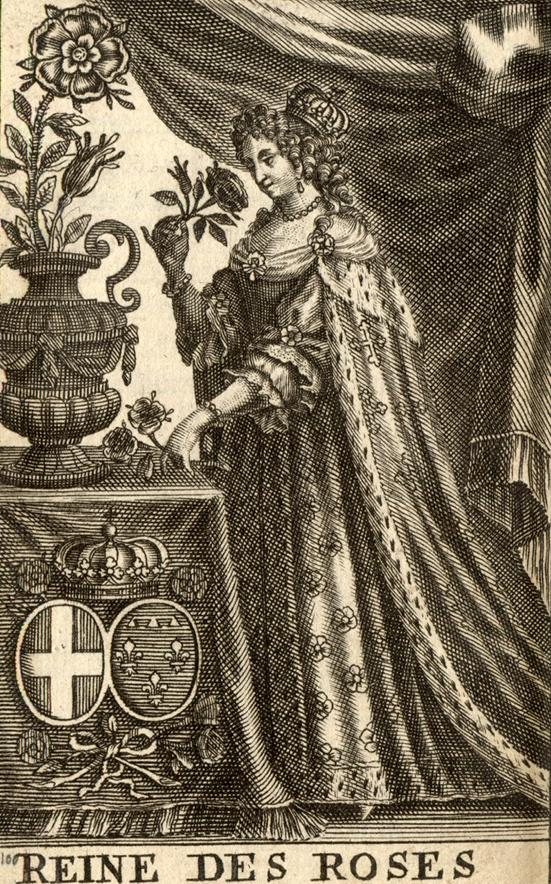
Anne Marie som rosornas drottning.